# Dumbleton
Dumbleton – wieś w Anglii, w hrabstwie Gloucestershire, w dystrykcie Tewkesbury. Leży 26 km na północny wschód od miasta Gloucester i 140 km na północny zachód od Londynu.